# Albert Gregorius

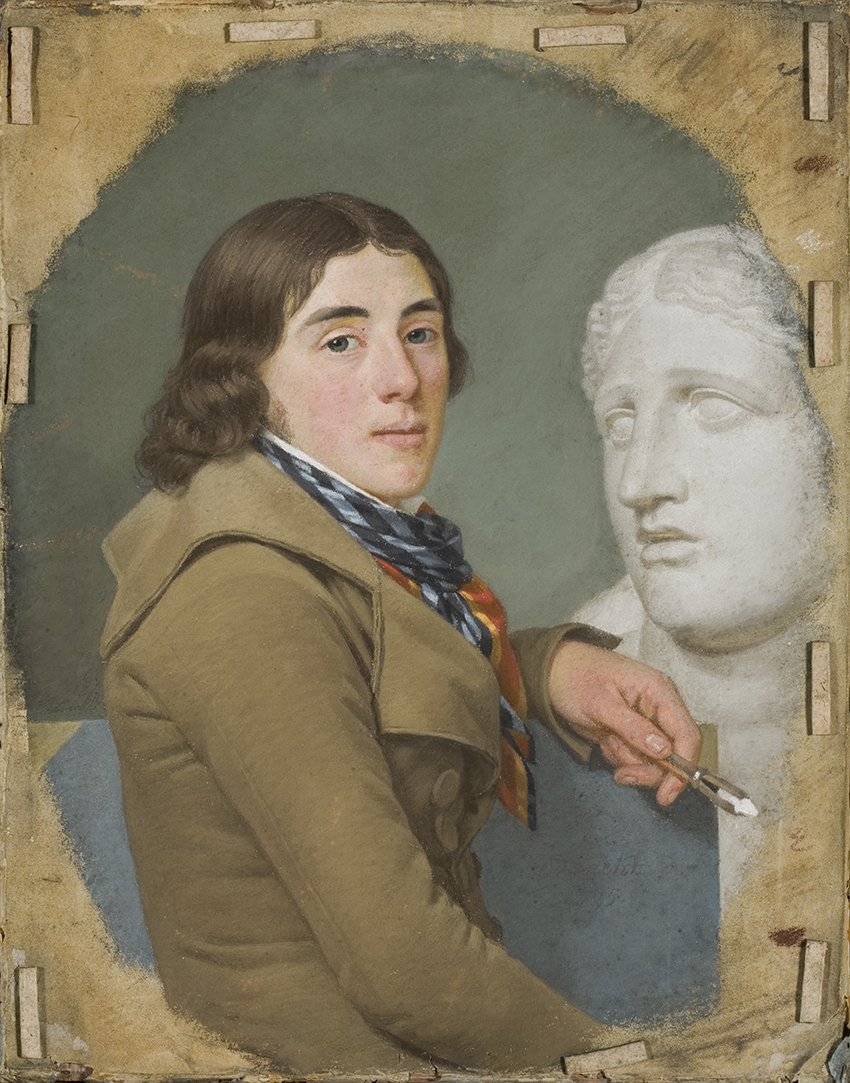
Portret van Albert Jakob Frans Gregorius, door Jozef Angelus Van der Donckt
, collectie Groeningemuseum

Albert Jacob Frans Gregorius (Brugge, 26 oktober 1774 - 25 februari 1853) was kunstschilder en directeur van de Kunstacademie Brugge. Zijn werk wordt gerekend tot het neoclassicisme.

## Levensloop
Albert Gregorius was de zoon van Jacobus Gregorius en Maria-Anna De Pauw, die onbemiddeld waren.
Het was de Brugse edelman en amateur-schilder François van der Donckt (1757-1813) die de tekentalenten van Gregorius opmerkte, hem les gaf en hem de Brugse Kunstacademie binnenloodste. Hij won er diverse prijzen in 1791-93.
In juni 1801 werd Gregorius in Parijs ingeschreven als leerling bij zijn stadsgenoot Joseph Benoît Suvée, die echter enkele maanden later naar Rome vertrok als directeur van de Académie de France. Hij werd daarop leerling in het atelier van David, zoals zijn stadgenoot Joseph Odevaere. In 1805 was hij weer in Brugge, waar hij zich voorbereidde op het meedingen naar de Prijs van Rome. Hij werd echter ziek en nam niet aan de wedstrijd deel.
In 1806 vertrok hij weer naar Parijs waar hij bleef tot in 1835, net als vele andere kunstenaars uit het Brugse en uit andere streken van het huidige België. Ze vormden samen een 'club' die regelmatig samenkwam en ze ondersteunden elkaar. Hij werd spoedig een bekend kunstenaar, met een reputatie als bijzonder talentvol portretschilder.
In 1808 en 1810 nam Gregorius deel aan het Salon in Gent en in 1812 en 1814 aan de Salons in Parijs. Hij zou die deelname elk jaar hernemen tot in 1835.
Hij schilderde talrijke portretten van hoogstaande personen, onder meer van Napoleon, Lodewijk XVIII, Karel X en Lodewijk Filips I en de Duitse schrijver August Wilhelm Schlegel. Hij gaf in Parijs ook teken- en schilderlessen. Onder zijn leerlingen:
- Stéphanie de Virieu (1785-1873), vriendin van Alphonse de Lamartine
- Eduard Wallays (1831-1891), Bruggeling, die als aandenken Het atelier van kunstschilder Gregorius te Parijs schilderde (Groeningemuseum Brugge)

## Directeur van de Brugse academie
Terug in Brugge, toen al 61, werd hij in november 1835 directeur van de Kunstacademie en bleef dit tot aan zijn gedwongen ontslag in 1852, na veel kritiek op zijn conservatieve ideeën en na botsingen met collega's, leerlingen en stadbestuurders.
Hij had onder meer als leerlingen:
- de Britse kunstschilder Ford Madox Brown
- Karel Recour (1821-1893) die een portret van Gregorius tekende (Steinmetzkabinet Brugge).

Toen Gregorius stierf, was hij weduwnaar, maar op de overlijdensakte werd vermeld dat de naam van zijn overleden echtgenote onbekend was. Het was dus waarschijnlijk iemand die hij tijdens zijn langdurig verblijf in Frankrijk had getrouwd en die er was overleden. De verre familieleden in Brugge wisten dus alleen maar van haar bestaan af maar kenden haar duidelijk niet.

## Werk

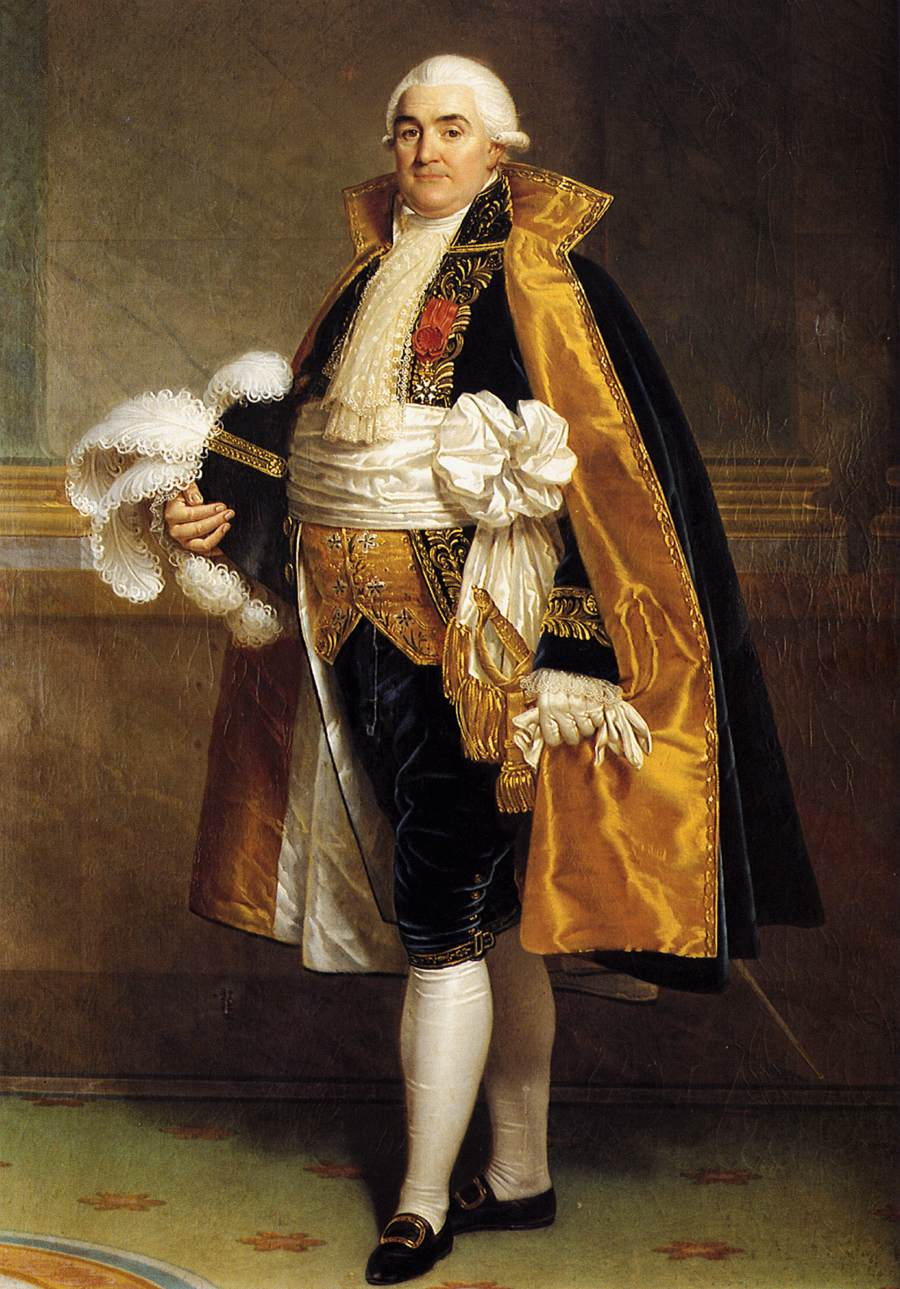
Portret van de graaf Charles A. Chasset, Groeningemuseum

- Dagboek Jean-Baptiste Coppieters 't Wallant (Brussel, Koninklijk Legermuseum)bevat 60 aquarellen van allerhande militaire uniformen die in Brugge te zien waren tussen 1789 en 1794. Gregorius maakte die nog tijdens zijn studententijd.
- Portret van Dieryckx, voogd van de Bogaerdenschool (1805) - collectie OCMW, Brugge
- Portret van De Genellis (1805) - bewaarplaats onbekend)
- Portret van Joseph De Meulemeester als jonge kunstenaar (ca. 1810) - collectie OCMW, Brugge
- Portret van Erasmus naar Holbein (1810) - onbekende bewaarplaats
- Gravure: Portret van sultan Selim III
- Gravure: Portret van Fethaly Chah, keizer van de Perzen
- Portret van graaf Charles-Antoine Chasset (1812) - Groeningemuseum, Brugge
- Portret van Alfred de Guerneval (1812) - Museum voor Schone Kunsten, Rijsel
- Gravure: Napoleon de Grote (1813)
- Gravure: Josph Bonaparte, koning van Spanje (1813)
- Gravure: Joachim, koning van Napels (1813)
- Gravure: Eugène Napoleon, onderkoning van Italië (1813)
- Gravure: Jean-Baptiste Bernadotte (1813)
- Portret van Nicolas Dahlmann, brigadegeneraal (1814) - Paleis van Versailles
- Portret van generaal Bernard (1814) - onbekende bewaarplaats
- Albertine de Staël, echtgenote de Broglie (1815)- Kasteel Coppet
- Auguste de Staël (1815) - kasteel Coppet
- Portret van graaf Maximilien Foy (1817) - onbekende bewaarplaats
- Portret van kolonel R. Diggens (1817) - onbekende bewaarplaats
- Portret van August Wilhelm Schlegel (1817) - Kasteel Coppet
- (toeschrijving) Portret van de drie dames van Gent (ca.1818) - Musée du Louvre, Parijs
- Portret (postuum) van Louis Charles d'Orléans (1818)
- Portret Louis Charles d'Orléans naar een pastel van 1797 (1823)
- Portret van Paul-Hélie de Saint-Paul (1823)
- Portret van Madame de Staël (kopie naar François Gerard) (1824) - onbekende bewaarplaats
- Portret van koning Joao VI van Portugal (1816-1826) - Palacio Nacional da Ajuda, Lissabon
- Annunciatie naar Eustache Lesieur (1828) - Saint-Nicolas-des-Graves, Bordeaux
- Portret van koning Louis Philippe (1831) - onbekende bewaarplaats
- Portretten van de familie Perrenot (1834-1835) - Galeries historiques, Versailles
- Burggraaf de Nieulant, hoofdman Sint Sebastiaan in Sint Andries (ca. 1840) - bewaarplaats onbekend
- Portret van brouwer Pierre van der Ghote (ca. 1840) - privécollectie
- Portret van Séraphine Van der Ghote - Vuylsteke (ca. 1840) - privécollectie
- Jacques Van de Walle, procureur, tijdens een ophefmakend proces (1843) - 2 exemplaren - privécollecties
- Portret Albert Colens (ca. 1847) - privécollectie
- Portret Amedée Visart de Bocarmé, hoofdman Sint-Sebastiaansgilde Brugge (1847) - Sint Sebastiaansgilde Brugge
- Portret van Thérèse Wynckelman (ca. 1847) - privécollectie

Werk van Gregorius is te vinden in België (Brugs prentenkabinet en Groeningemuseum, Brugge), Frankrijk (Musea van Louvre, Versailles en Rijsel), Portugal, Lissabon (Paleis van Ajuda) en de Verenigde Staten (VSA) (Minneapolis).